# 麥爾坎·米勒 (1993年)
麥爾坎·米勒（英語：Malcolm Miller，1993年3月6日—）為美國男子籃球運動員，場上位置為小前鋒，現效力於台灣職業籃球大聯盟桃園台啤永豐雲豹。

## 生平
2010年8月16日，就讀蓋瑟斯堡高中的米勒承諾2011年進入聖十字學院就讀。大學四年以來，米勒場均得分分別為2.4分、5.7分、11.6分、14.5分，2015年5月米勒取得哲學學位離開了學校，6月25日在NBA選秀會上未獲得任何球隊青睞，夏季聯賽代表波士頓塞爾提克出賽，8月7日獲得波士頓塞爾提克的合約，10月20日米勒被波士頓塞爾提克釋出。2015-16年球季米勒在波士頓塞爾提克發展聯盟球隊緬因紅爪打球。2016年7月27日，米勒與歐綠保柏林簽約。
2017年7月9日，米勒與多倫多暴龍簽約。7月18日，多倫多暴龍宣布米勒7月5日在夏季聯賽練習時扭傷右腳踝，已接受了手術。2017年11月米勒重返球場，2017-18年球季在暴龍905出賽了34場，也在多倫多暴龍上場15場，剛好這15場球隊都拿下勝利。2017-18年球季結束後米勒原有機會與多倫多暴龍簽下複數年合約，卻在夏季聯賽上遭遇右肩脫臼、肩關節肩盂唇撕裂。2019年1月米勒開始替暴龍905出賽，共打了13場比賽。2月11日，多倫多暴龍宣布簽下米勒。米勒2018-19年球季披上多倫多暴龍球衣共出賽了10場例行賽以及10場季後賽，6月13日跟隨多倫多暴龍奪下NBA總冠軍。10月24日，米勒成為多倫多暴龍2019-20年球季第15名球員並填補球員名單最後一席位。
2020年12月18日，猶他爵士宣布簽下米勒。12月19日，猶他爵士宣布釋出米勒，猶他爵士此舉是為了讓米勒加入鹽湖城明星。2021年8月29日，米勒加盟瓦諾利克雷莫納。2022年7月8日，米勒加盟烏馬考灰熊。8月30日，米勒加盟P. LEAGUE+福爾摩沙台新夢想家。米勒總計替夢想家出賽5場，留下場均17.8分、10.6籃板、2助攻、1.8抄截、1.8阻攻的表現。2023年1月19日，米勒加盟利摩日CSP。8月17日，米勒加盟UCC皮亞琴察。
2024年9月7日，台灣職業籃球大聯盟臺北台新戰神宣布米勒加盟球隊。2024-25賽季米勒獲選年度防守第二隊。
2025年8月20日，米勒加盟台灣職業籃球大聯盟桃園台啤永豐雲豹。

## 生涯數據

### NBA

#### 例行賽
| 賽季     | 球隊       | GP | GS | MPG | FG%  | 3P%  | FT%   | RPG | APG | SPG | BPG | PPG |
| -------- | ---------- | -- | -- | --- | ---- | ---- | ----- | --- | --- | --- | --- | --- |
| 2017–18  | 多倫多暴龍 | 15 | 4  | 8.4 | .464 | .381 | 1.000 | 1.0 | .2  | .1  | .1  | 2.5 |
| 2018–19† | 多倫多暴龍 | 10 | 0  | 6.7 | .423 | .476 | .750  | .5  | .1  | .1  | .1  | 3.5 |
| 2019–20  | 多倫多暴龍 | 28 | 1  | 5.8 | .414 | .364 | .375  | .6  | .4  | .2  | .1  | 1.3 |
| 生涯總計 | 生涯總計   | 53 | 5  | 6.7 | .434 | .406 | .625  | .7  | .3  | .1  | .1  | 2.0 |

#### 季後賽
| 賽季     | 球隊       | GP | GS | MPG | FG%  | 3P%   | FT%  | RPG | APG | SPG | BPG | PPG |
| -------- | ---------- | -- | -- | --- | ---- | ----- | ---- | --- | --- | --- | --- | --- |
| 2019†    | 多倫多暴龍 | 10 | 0  | 2.8 | .250 | .167  | .750 | .5  | .1  | .0  | .1  | .8  |
| 2020     | 多倫多暴龍 | 1  | 0  | 5.0 | .333 | 1.000 | .0   | .0  | .0  | .0  | .0  | 3.0 |
| 生涯總計 | 生涯總計   | 11 | 0  | 3.0 | .273 | .286  | .750 | .5  | .1  | .0  | .1  | 1.0 |

## 外部連結
- 麥爾坎·米勒的Instagram帳戶
- 麥爾坎·米勒在fiba.basketball（英语）
- 麥爾坎·米勒在NBA官網（英语）
- 麥爾坎·米勒在NBA G聯盟官網（英语）
- 麥爾坎·米勒在歐洲籃球聯賽官網（英语）
- 麥爾坎·米勒在法國籃球甲級聯賽官網（法语）
- 麥爾坎·米勒在德國籃球甲級聯賽官網（德语）
- 麥爾坎·米勒在P. LEAGUE+官網
- 麥爾坎·米勒在台灣職業籃球大聯盟官網
- 麥爾坎·米勒在Basketball-Reference.com（NBA）（英语）
- 麥爾坎·米勒在Basketball-Reference.com（NBA G聯盟）（英语）
- 麥爾坎·米勒在Basketball-Reference.com（國際）（英语）
- 麥爾坎·米勒在Sports-Reference.com（NCAA）（英语）
- 麥爾坎·米勒在ESPN（NBA）（英语）
- 麥爾坎·米勒在Eurobasket.com（球員）（英语）
- 麥爾坎·米勒在Proballers（英语）
- 麥爾坎·米勒在RealGM（球員）（英语）
- 麥爾坎·米勒在Flashscore（英语）